# Avogadro (logiciel)
Pour les articles homonymes, voir Avogadro.
Avogadro est un éditeur de molécule multiplateforme extensible (grâce à des plugins) et libre, utilisé pour la chimie numérique, la modélisation moléculaire, la bio-informatique, la science des matériaux et les domaines proches.

## Caractéristiques

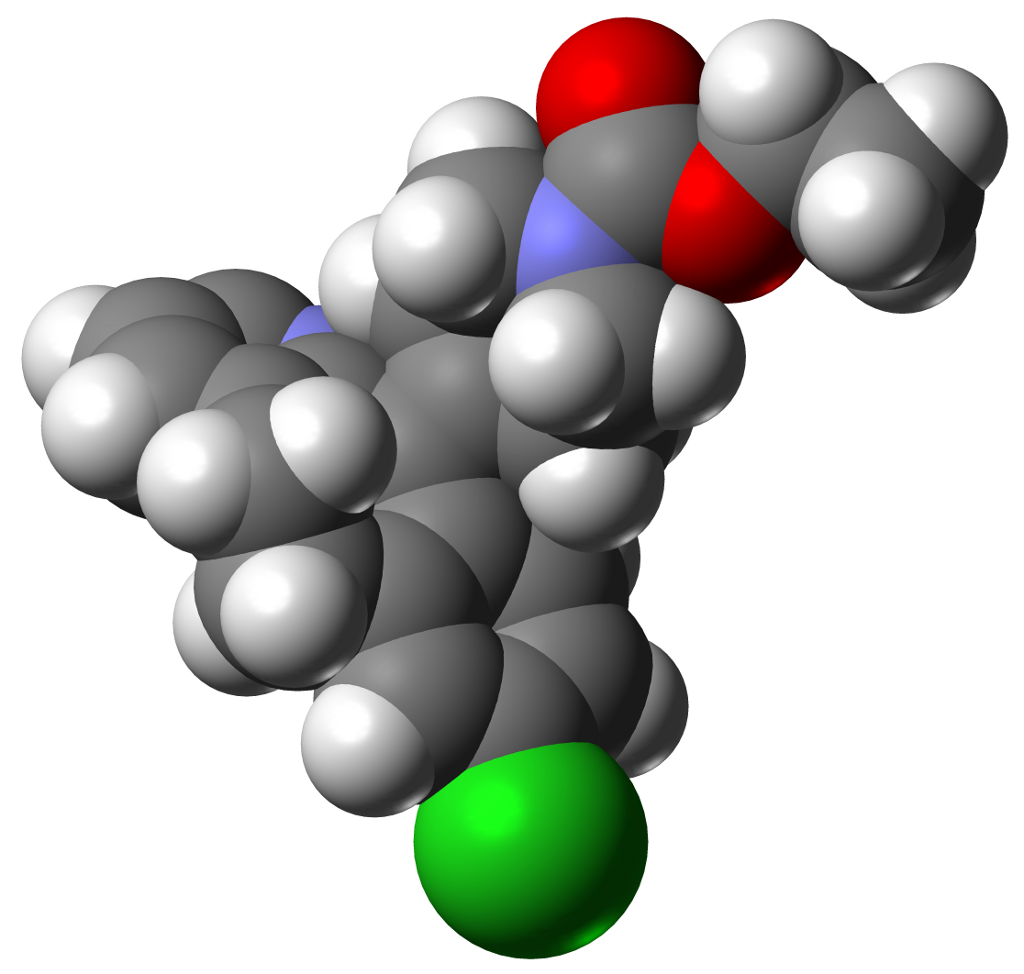
Molécule de Loratadine créée avec Avogadro

- Éditeur de molécules pour Windows, Linux et Mac OS X.
- Code source disponible sous Licence publique générale GNU.
- Existe en anglais, chinois, allemand, italien, russe et espagnol.
- De multiples plugins existent notamment pour le rendu, les outils interactifs et des scripts Python.
- Peut importer des fichiers OpenBabel.

### Autres éditeurs de molécules
- PyMOL
- Jmol
- Rasmol